# Ermenegild Rosseg
Ermenegild Rosseg je jedan od Hajdukovih igrača iz prve generacije. Imao je svega dva nastupa za Hajduk u prijateljskim utakmicama bez postignutih golova, a nastupao je i za A momčad u prvoj Hajdukovoj trening utakmici 1911. godine.